# لویی ژووه
لویی ژووه (فرانسوی: Louis Jouvet‎؛ ۲۴ دسامبر ۱۸۸۷ – ۱۶ اوت ۱۹۵۱) بازیگر و کارگردان و بازیگر تئاتر اهل فرانسه بود. از فیلم‌هایی که وی در آن نقش داشته است، می‌توان به دکتر کنوک، مارسی‌یز، ولپن و بازگشت به زندگی اشاره کرد.